# Dictyophara bergevini
Dictyophara bergevini är en insektsart som beskrevs av Metcalf 1946. Dictyophara bergevini ingår i släktet Dictyophara och familjen Dictyopharidae. Inga underarter finns listade i Catalogue of Life.